# Moviment de la Pàtria
El Moviment de la Pàtria (en croat Domovinski pokret; DP) anteriorment conegut com a Moviment de la Pàtria de Miroslav Škoro (DPMŠ), és un partit nacionalista i populista de dretes de Croàcia. El DP el va fundar i liderar inicialment el cantant, ex-diputat per la Unió Democràtica Croata i ex-candidat presidencial Miroslav Škoro.

## Història
El 29 de febrer de 2020, uns mesos abans de les eleccions legislatives croates, Miroslav Škoro va confirmar als mitjans la creació d'un nou partit polític. Posteriorment, el DP va cercar la creació d'una coalició de centredreta, aglutinant esforços amb altres formacions minoritàries com els Sobiranistes Croats. Finalment, a les eleccions van obtenir la tercera posició amb 16 nous diputats, dels quals 11 eren del DP.
Un any després de la seva fundació, el 20 de juliol de 2021, Miroslav Škoro va dimitir del seu càrrec per una disputa entorn les finances del partit. Després de l'aplicació d'un expedient disciplinari contra Škoro i la seva germana, aquests van decidir abandonar el partit que van originar. El va succeir l'alcalde de Vukovar, Ivan Penava, conegut per defensar la salutació feixista ústaixa "Per la pàtria preparats!" (en croat Za dom spremni).
A les eleccions de 2024 van liderar de nou una coalició de dretes, obtenint 14 diputats, dels quals van mantenir els 11 propis del partit. Els resultats els van beneficiar enormement, ja que la seva força era clau per a la formació del nou govern, sent flirtejats per diversos partits o coalicions del Sabor croat. Finalment, el 27 d'abril es va anunciar una coalició entre el DP i la Unió Democràtica Croata.

## Presidents
| # | President           | President                                       | Inici                | Final                |
| - | ------------------- | ----------------------------------------------- | -------------------- | -------------------- |
| 1 | Miroslav Škoro      | Official portrait of Tomislav Nikolić from 2012 | 29 de febrer de 2020 | 20 de juliol de 2021 |
| - | Mario Radić (prov.) | Official portrait of Miloš Vučević from 2022    | 20 de juliol de 2021 | 9 d'octubre de 2021  |
| 2 | Ivan Penava         | Official portrait of Miloš Vučević from 2022    | 9 d'octubre de 2021  | En el càrrec         |

## Resultats electorals

### Eleccions legislatives
| Any  | Coalició               | Vots       | %          | Escons     | +/-        | Govern   |
| Any  | Coalició               | (Coalició) | (Coalició) | (Com a DP) | (Com a DP) | Govern   |
| ---- | ---------------------- | ---------- | ---------- | ---------- | ---------- | -------- |
| 2020 | HS–HKS–HRAST–BzH–ZL–SU | 181,492    | 10.89%     | 11 / 151   | Nou        | Oposició |
| 2024 | PiP–BzH–ZL             | 202,714    | 9.56%      | 11 / 151   | =          | Coalició |

### Eleccions al Parlament Europeu
| Any  | Vots   | %     | Escons | +/- | Grup |
| ---- | ------ | ----- | ------ | --- | ---- |
| 2024 | 66,541 | 8.84% | 1 / 12 | Nou | ECR  |